# Tragákion
Tragákion (Tragaki) är en ort i Grekland.   Den ligger i prefekturen Nomós Zakýnthou och regionen Joniska öarna, i den sydvästra delen av landet, 250 km väster om huvudstaden Aten. Tragákion ligger 139 meter över havet och antalet invånare är 622. Den ligger på ön Zakynthos.
Terrängen runt Tragákion är platt åt nordost, men åt sydväst är den kuperad. Havet är nära Tragákion åt nordost.Runt Tragákion är det ganska tätbefolkat, med 78 invånare per kvadratkilometer. Närmaste större samhälle är Zákynthos, 6,6 km sydost om Tragákion. Trakten runt Tragákion består till största delen av jordbruksmark.